# Oímbra
Oímbra település Spanyolországban, Ourense tartományban. Oímbra Monterrei, Verín, Chaves és Montalegre községekkel határos. Lakosainak száma 1711 fő (2024).

## Népesség
A település népessége az elmúlt években az alábbi módon változott:
| Lakosok száma | 2009 | 1984 | 1957 | 1916 | 2062 | 2020 | 1818 | 1712 | 1730 | 1711 |
|               | 2001 | 2004 | 2007 | 2009 | 2012 | 2014 | 2017 | 2019 | 2022 | 2024 |